# Étoile-Saint-Cyrice
Étoile-Saint-Cyrice est une commune française située dans le département des Hautes-Alpes, en région Provence-Alpes-Côte d'Azur. La commune est née de la fusion d'Étoile-le-Château et de Saint-Cyrice le 1er janvier 1969.
La commune de Saint-Cyrice a été détruite 14 janvier 1944 par la Gestapo et la milice de Gap car des maquisards y avaient trouvé refuge. Seules l'église et la mairie furent épargnées (cf. image ci-dessous). La commune fait partie du parc naturel régional des Baronnies provençales, créé en 2015.

## Toponymie
Étoile-Saint-Cyrice est formée de la réunion des hameaux d'Étoile et de Saint-Cyrice.
Étoile est attesté sous son nom latin Stela en 1075, Stella en 1085, castrum de Stella au XIIIe siècle,. Stela peut-être issu de l'occitan estela, du provençal èsteu signifiant écueil, « pointe rocheuse ».
Saint-Cyrice est attesté sous sa forme latine Sanctus Ciricius en 1173. Sant-Cirici en occitan haut-alpin. Saint Cyrice, plus connu sous l'appellation saint Cyr, est le plus jeune martyr chrétien connu.

## Géographie
La commune se situe au sud-ouest du département des Hautes-Alpes, à la limite du département de la Drôme.

Étoile-Saint-Cyrice est à 19 kilomètres Laragne-Montéglin, à 25 kilomètres de Serres (Hautes-Alpes), à 40 kilomètres de Sisteron et à 60 kilomètres de Gap.

### Climat
Pour des articles plus généraux, voir Climat de Provence-Alpes-Côte d'Azur et Climat des Hautes-Alpes.
En 2010, le climat de la commune est de type climat méditerranéen altéré, selon une étude du Centre national de la recherche scientifique s'appuyant sur une série de données couvrant la période 1971-2000. En 2020, Météo-France publie une typologie des climats de la France métropolitaine dans laquelle la commune est exposée à un climat de montagne ou de marges de montagne et est dans la région climatique Alpes du sud, caractérisée par une pluviométrie annuelle de 850 à 1 000 mm, minimale en été.
Pour la période 1971-2000, la température annuelle moyenne est de 9,8 °C, avec une amplitude thermique annuelle de 17 °C. Le cumul annuel moyen de précipitations est de 987 mm, avec 7,5 jours de précipitations en janvier et 4,5 jours en juillet. Pour la période 1991-2020, la température moyenne annuelle observée sur la station météorologique de Météo-France la plus proche, « Séderon », sur la commune de Séderon à 14 km à vol d'oiseau, est de 9,7 °C et le cumul annuel moyen de précipitations est de 1 032,4 mm. 
La température maximale relevée sur cette station est de 38,4 °C, atteinte le 28 juin 2019 ; la température minimale est de −23 °C, atteinte le 4 janvier 1971,,.
Les paramètres climatiques de la commune ont été estimés pour le milieu du siècle (2041-2070) selon différents scénarios d'émission de gaz à effet de serre à partir des nouvelles projections climatiques de référence DRIAS-2020. Ils sont consultables sur un site dédié publié par Météo-France en novembre 2022.

## Urbanisme

### Typologie
Au 1er janvier 2024, Étoile-Saint-Cyrice est catégorisée commune rurale à habitat très dispersé, selon la nouvelle grille communale de densité à 7 niveaux définie par l'Insee en 2022.
Elle est située hors unité urbaine et hors attraction des villes,.

### Occupation des sols
L'occupation des sols de la commune, telle qu'elle ressort de la base de données européenne d’occupation biophysique des sols Corine Land Cover (CLC), est marquée par l'importance des forêts et milieux semi-naturels (82,1 % en 2018), en augmentation par rapport à 1990 (79,9 %). La répartition détaillée en 2018 est la suivante : 
forêts (47,1 %), milieux à végétation arbustive et/ou herbacée (35 %), zones agricoles hétérogènes (17,9 %).
L'évolution de l’occupation des sols de la commune et de ses infrastructures peut être observée sur les différentes représentations cartographiques du territoire : la carte de Cassini (XVIIIe siècle), la carte d'état-major (1820-1866) et les cartes ou photos aériennes de l'IGN pour la période actuelle (1950 à aujourd'hui).

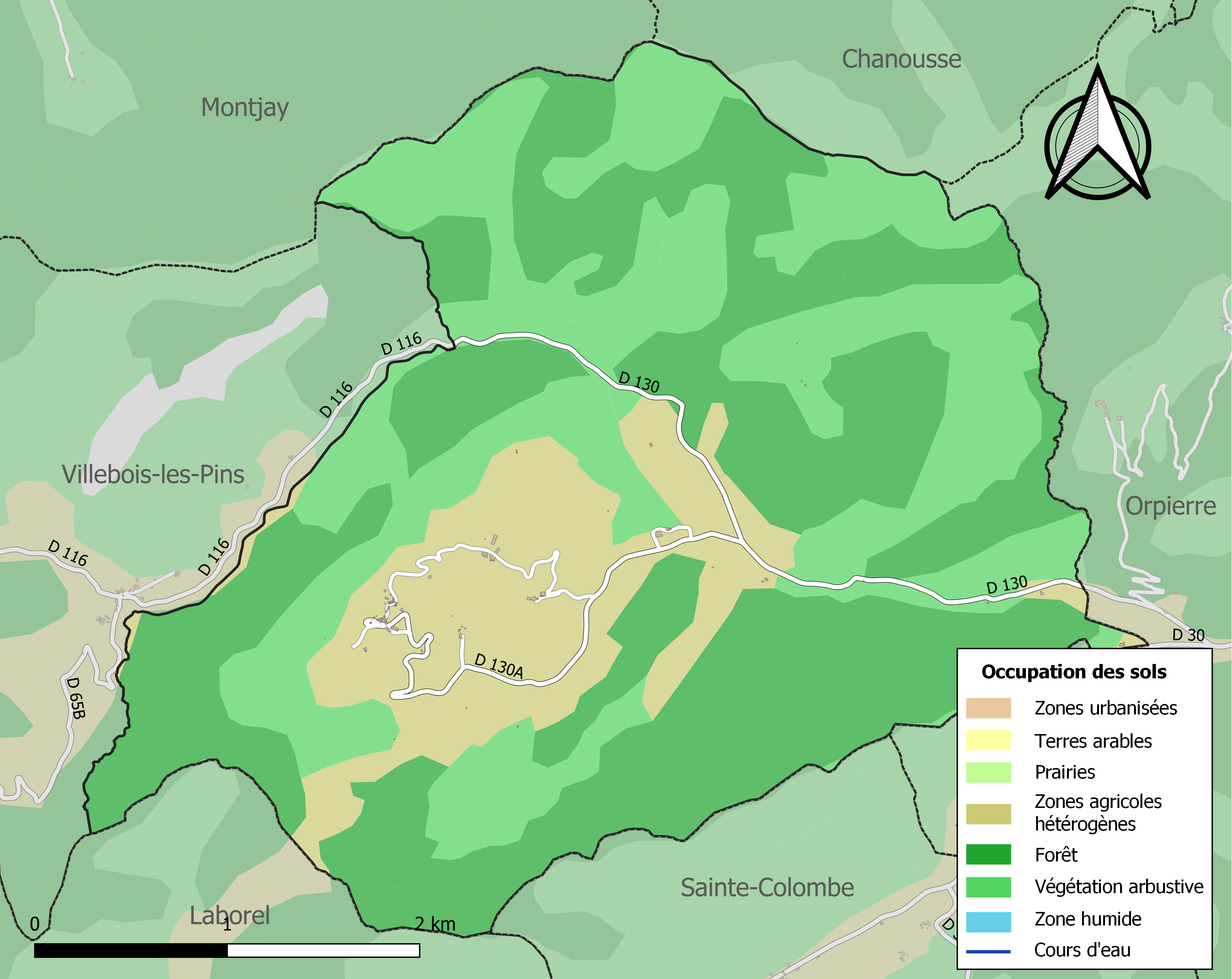
Carte de l'occupation des sols de la commune en 2018 (CLC).

## Histoire
Au Moyen Âge, l’église paroissiale dépendait de l’abbaye de Chardavon (actuellement dans la commune de Saint-Geniez), abbaye qui percevait les revenus attachés à cette église.

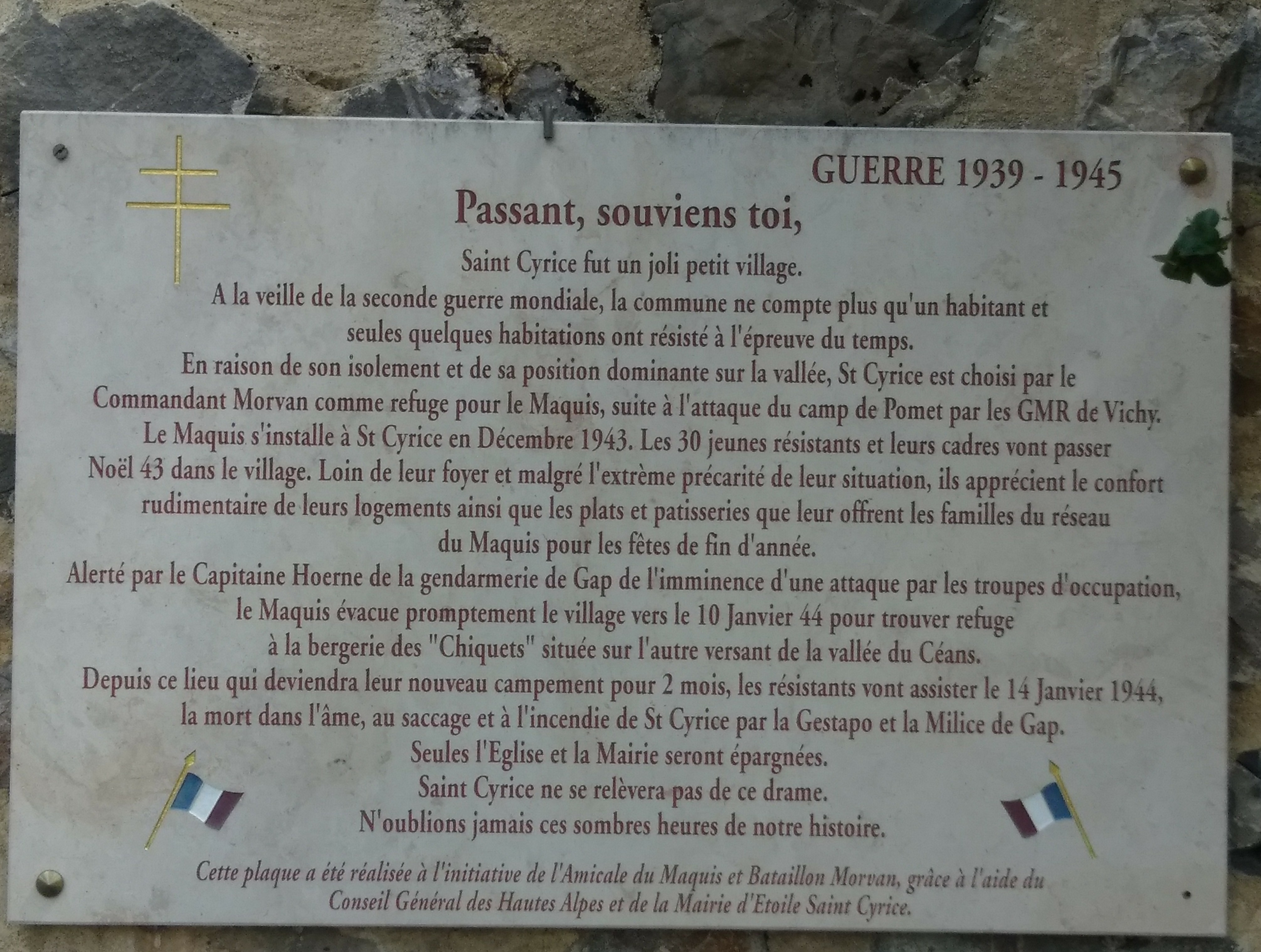

Saint-Cyrice
plaque commémorative des maquisard

## Politique et administration

### Liste des maires
| Période                                  | Période   | Identité             | Étiquette | Qualité                       |
| ---------------------------------------- | --------- | -------------------- | --------- | ----------------------------- |
| Les données manquantes sont à compléter. |           |                      |           |                               |
| avant 1988                               | ?         | Hippolyte Jouve      |           |                               |
| mars 2001                                | mars 2014 | Pierre-Yves Bochaton |           |                               |
| mars 2014                                | En cours  | Paul Jouve,          |           | Ancien agriculteur exploitant |

### Intercommunalité
Étoile-Saint-Cyrice fait partie :
- de 1994 à 2017, de la communauté de communes interdépartementale des Baronnies ;
- à partir du 1er janvier 2017, de la communauté de communes Sisteronais-Buëch.

## Démographie
L'évolution du nombre d'habitants est connue à travers les recensements de la population effectués dans la commune depuis 1793. Pour les communes de moins de 10 000 habitants, une enquête de recensement portant sur toute la population est réalisée tous les cinq ans, les populations de référence des années intermédiaires étant quant à elles estimées par interpolation ou extrapolation. Pour la commune, le premier recensement exhaustif entrant dans le cadre du nouveau dispositif a été réalisé en 2006.

En 2022, la commune comptait 24 habitants, en évolution de −22,58 % par rapport à 2016 (Hautes-Alpes : +0,4 %, France hors Mayotte : +2,11 %).
| 1793 | 1800 | 1806 | 1821 | 1831 | 1836 | 1841 | 1846 | 1851 |
| ---- | ---- | ---- | ---- | ---- | ---- | ---- | ---- | ---- |
| 154  | 169  | 171  | 176  | 190  | 180  | 168  | 182  | 175  |

| 1856 | 1861 | 1866 | 1872 | 1876 | 1881 | 1886 | 1891 | 1896 |
| ---- | ---- | ---- | ---- | ---- | ---- | ---- | ---- | ---- |
| 150  | 139  | 147  | 124  | 140  | 151  | 135  | 132  | 119  |

| 1901 | 1906 | 1911 | 1921 | 1926 | 1931 | 1936 | 1946 | 1954 |
| ---- | ---- | ---- | ---- | ---- | ---- | ---- | ---- | ---- |
| 138  | 112  | 124  | 83   | 85   | 72   | 61   | 52   | 36   |

| 1962 | 1968 | 1975 | 1982 | 1990 | 1999 | 2006 | 2011 | 2016 |
| ---- | ---- | ---- | ---- | ---- | ---- | ---- | ---- | ---- |
| 36   | 39   | 29   | 20   | 28   | 31   | 34   | 33   | 31   |

| 2021 | 2022 | - | - | - | - | - | - | - |
| ---- | ---- | - | - | - | - | - | - | - |
| 26   | 24   | - | - | - | - | - | - | - |

## Lieux et monuments
- L’église Saint-Cyrice (XIe – XIIe siècle), un des plus vieux édifices des Hautes-Alpes encore couverts, est inscrit comme monument historique depuis 1987.
- L'église Saint-Antoine (XIXe siècle) est l'église paroissiale.

## Galerie

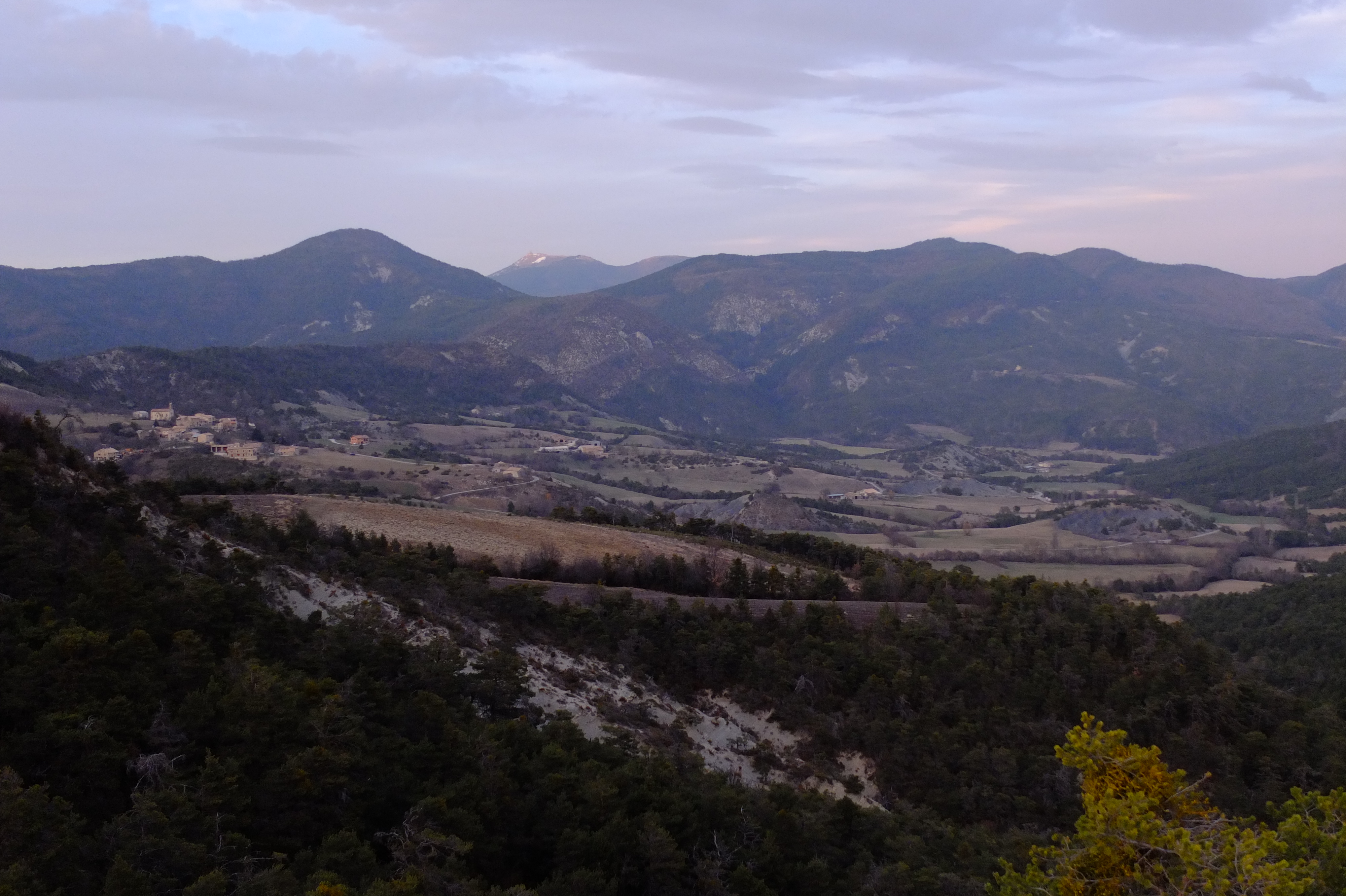
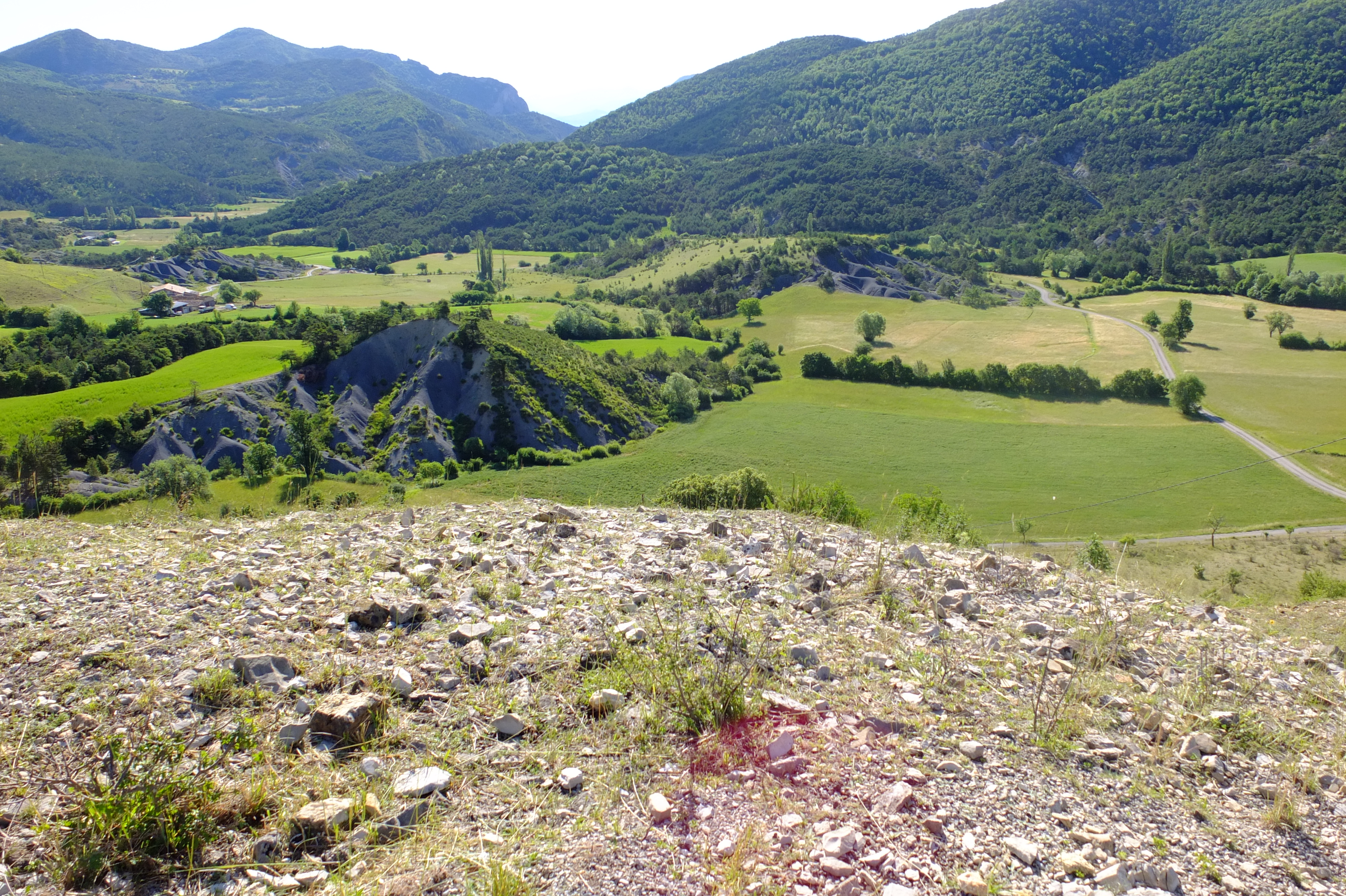
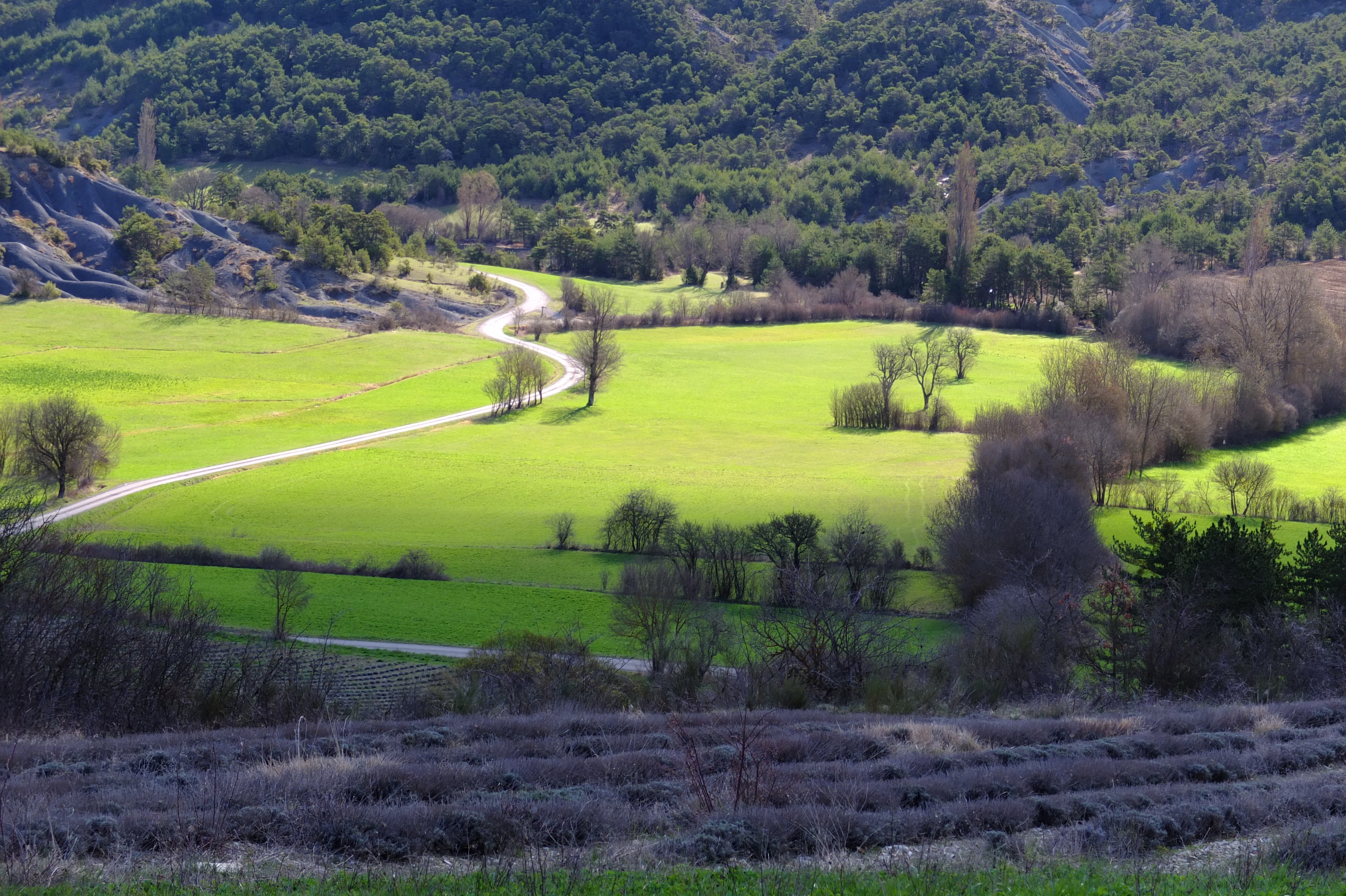
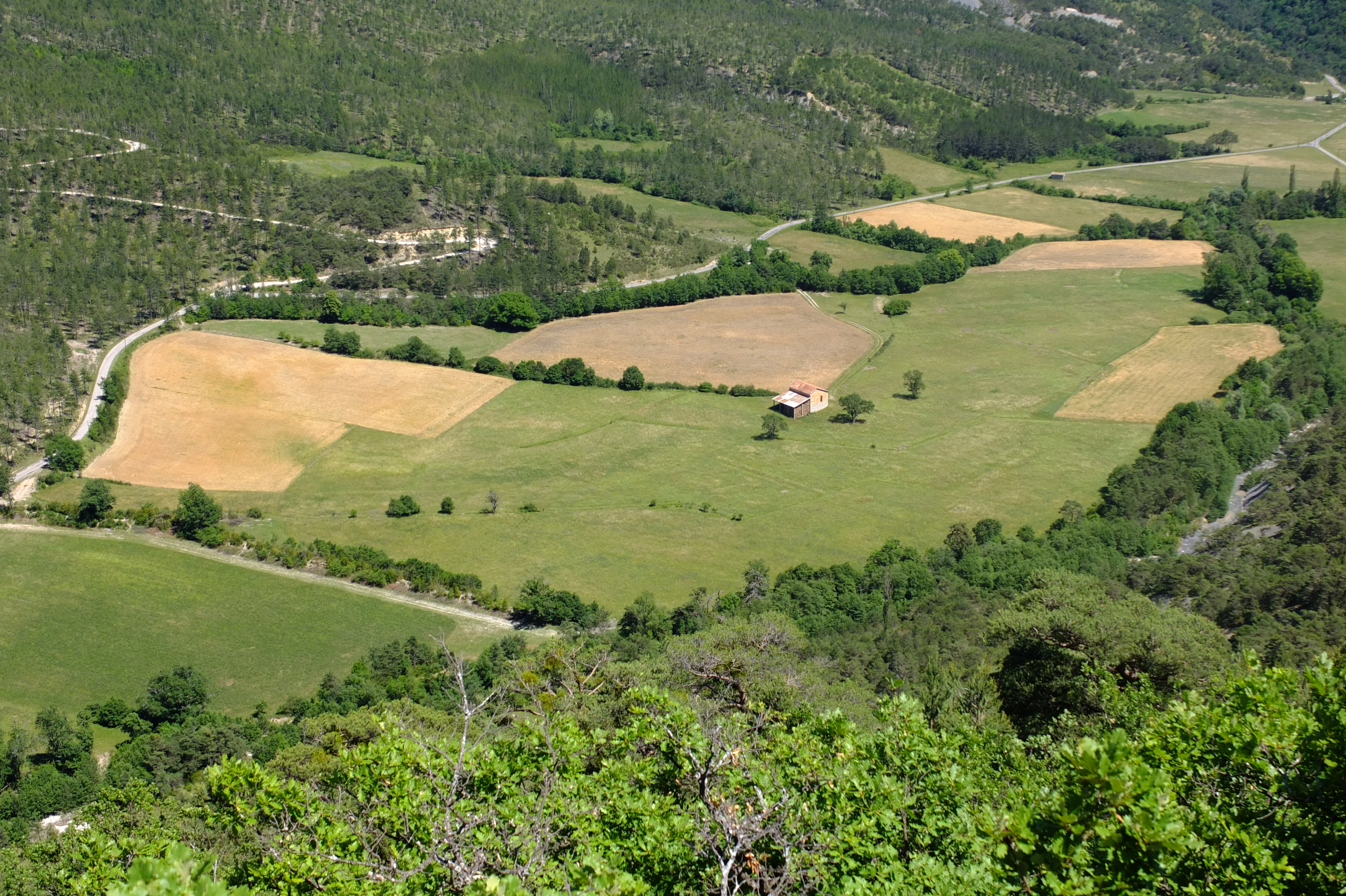
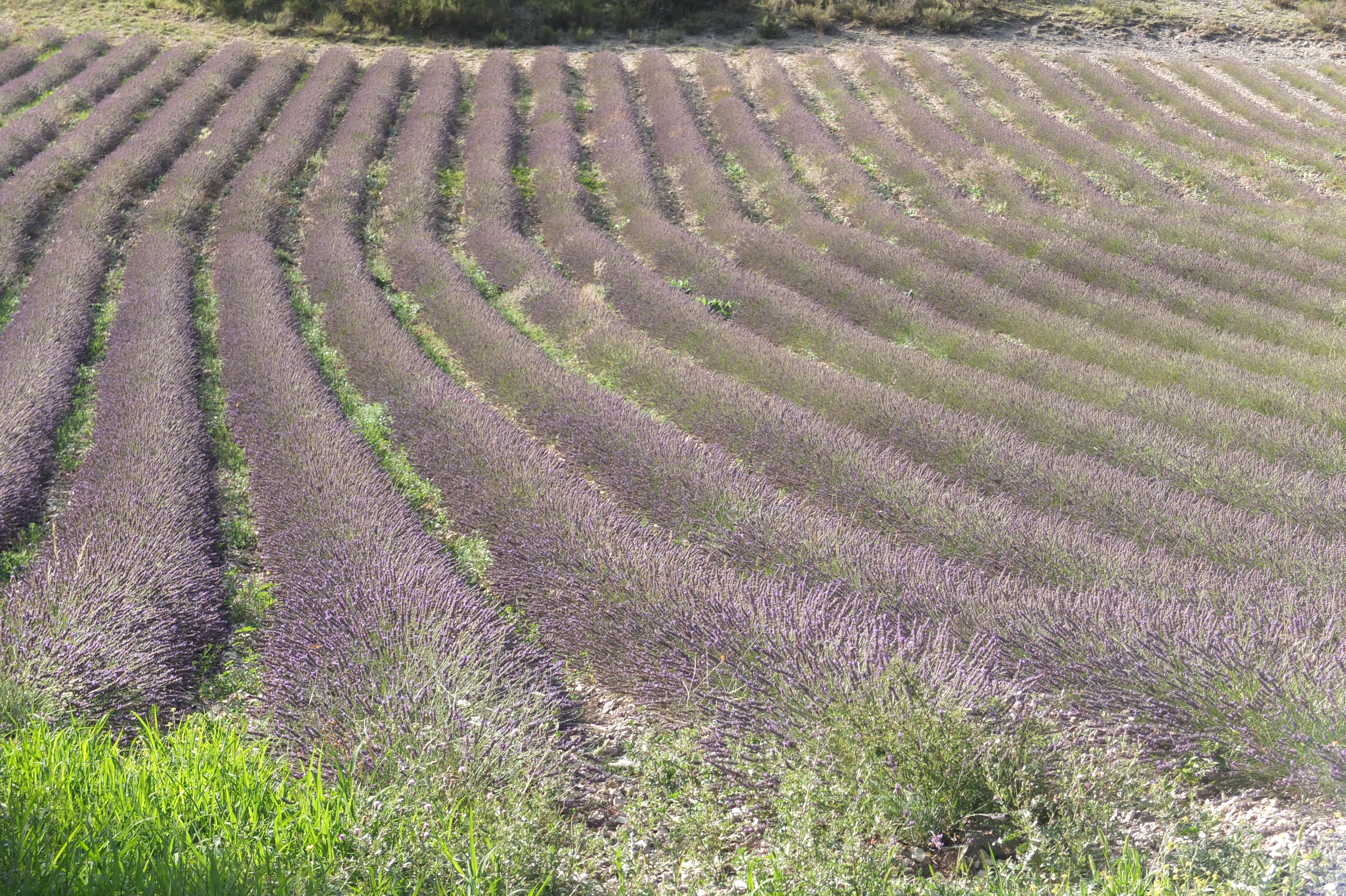
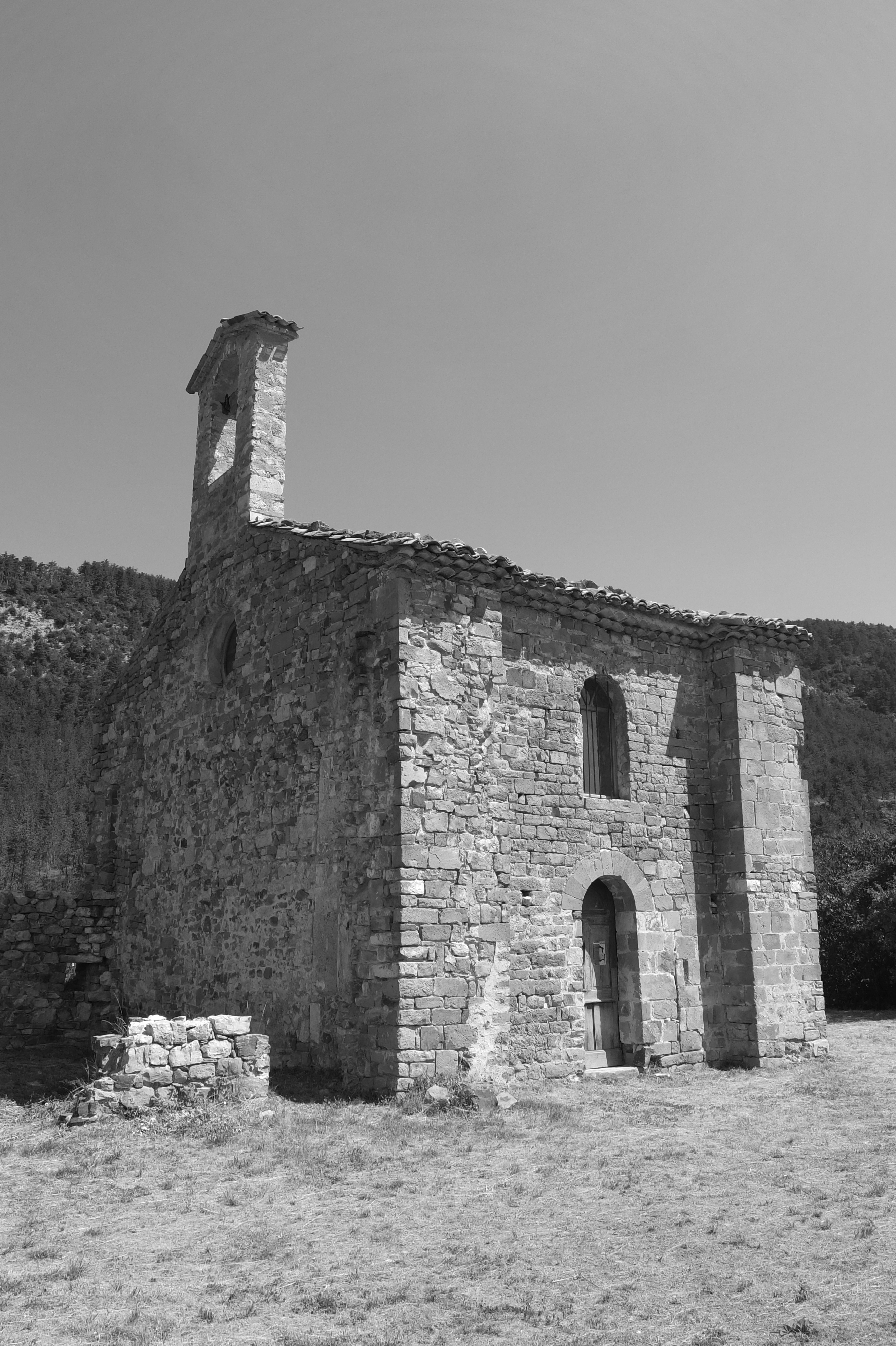
Église de Saint-Cyrice.
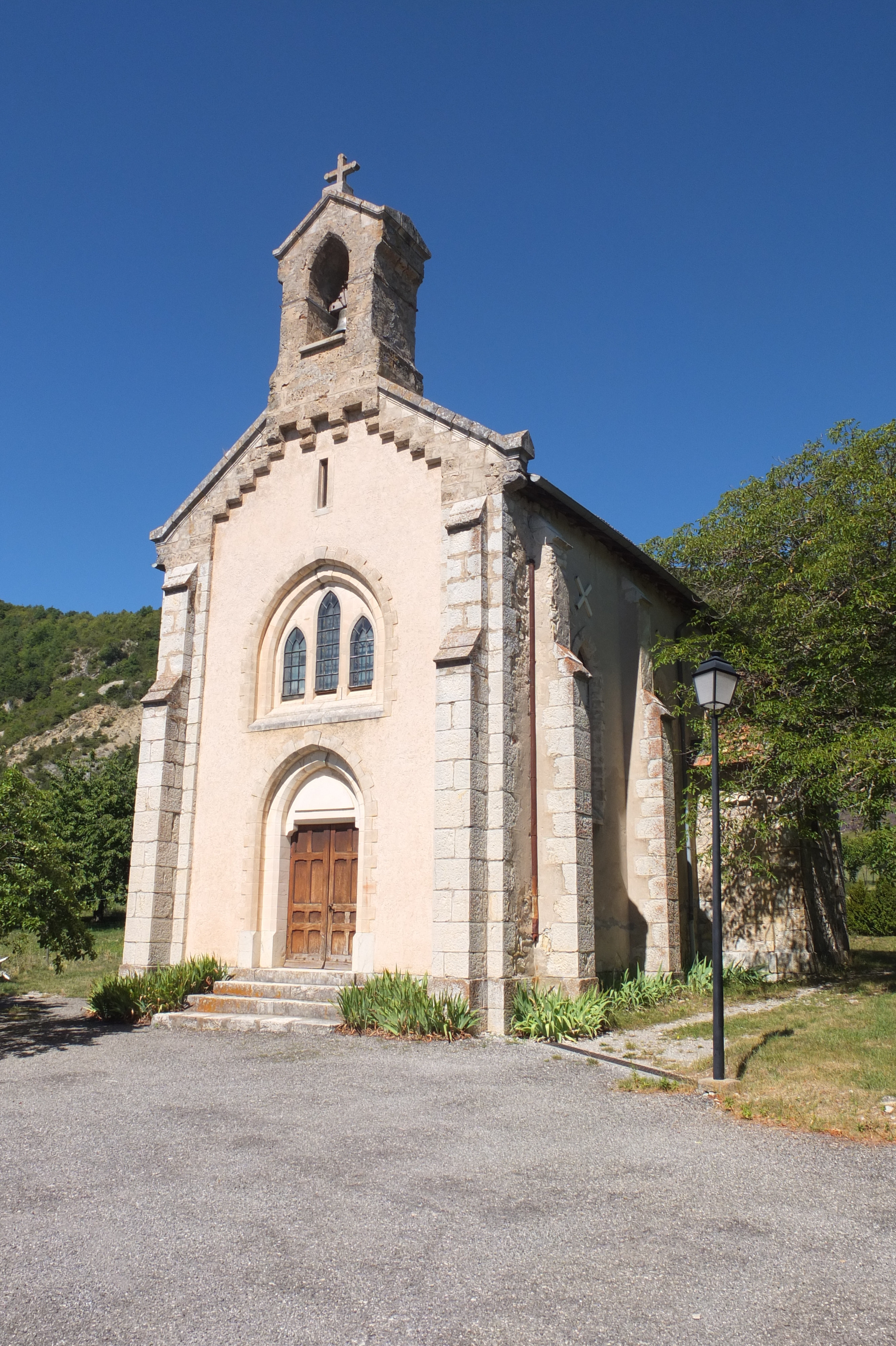
Église Saint-Antoine d'Étoile-Saint-Cyrice